# Цзолун
Цзолун (лат. Zuolong) — вымерший род тероподных динозавров, принадлежащих к группе целурозавров, живших в конце юрского периода, около 160 миллионов лет назад, в районе современного Китая. Типовой и единственный вид — Zuolong salleei.
Скелет был обнаружен в 2001 году в регионе Вукайвань, провинции Синьцзян, китайско-американской экспедицией. О находке было сообщено в научной литературе 2002 и 2008 годов. Изучение ископаемых остатков и описание вида было проведено международным коллективом учёных-палеонтологов в составе: Джона Н. Шуанье (Jonah N. Choiniere), Джеймс М. Кларк (James M. Clark), Кэтрин Э. Форстер (Catherine A. Forster) и Сюй Син (Xu Xing). Статья с описанием нового вида была опубликована в научном журнале в 2010 году. Родовое название дано в честь знаменитого китайского генерала XIX века Цзо Цзунтана, отстоявшего территорию (где была сделана находка) за Китаем, и связывает его с китайским словом «long» — «дракон», эквивалент латинскому «saurus». Название вида дано в честь покойного бродвейского продюсера Хилмара Салли (Hilmar Sallee), чье завещание финансировало исследование.
Голотип IVPP V15912 был найден в геологической формации Шишугоу (Shishugou Formation), которая относится к раннему оксфорду. Zuolong salleei является относительно небольшим динозавром с расчётной длиной около 3,1 метра и массой 35 килограммов. В результате кладистического анализа было установлено, что цзолун является базальным представителем клады целурозавров.